# Dryocampa rubicunda
Dryocampa rubicunda (Fabricius, 1793) è una falena di piccole dimensioni appartenente alla famiglia Saturniidae, diffusa in Nord America. La specie è nota per il suo corpo lanuginoso e la colorazione rosa e gialla, con tonalità di colore variabili. Come habitat predilige gli aceri ed è diffusa prevalentemente negli Stati Uniti orientali e le regioni adiacenti del Canada, dove viene chiamata comunemente rosy maple moth ("falena rosea dell'acero").

## Descrizione

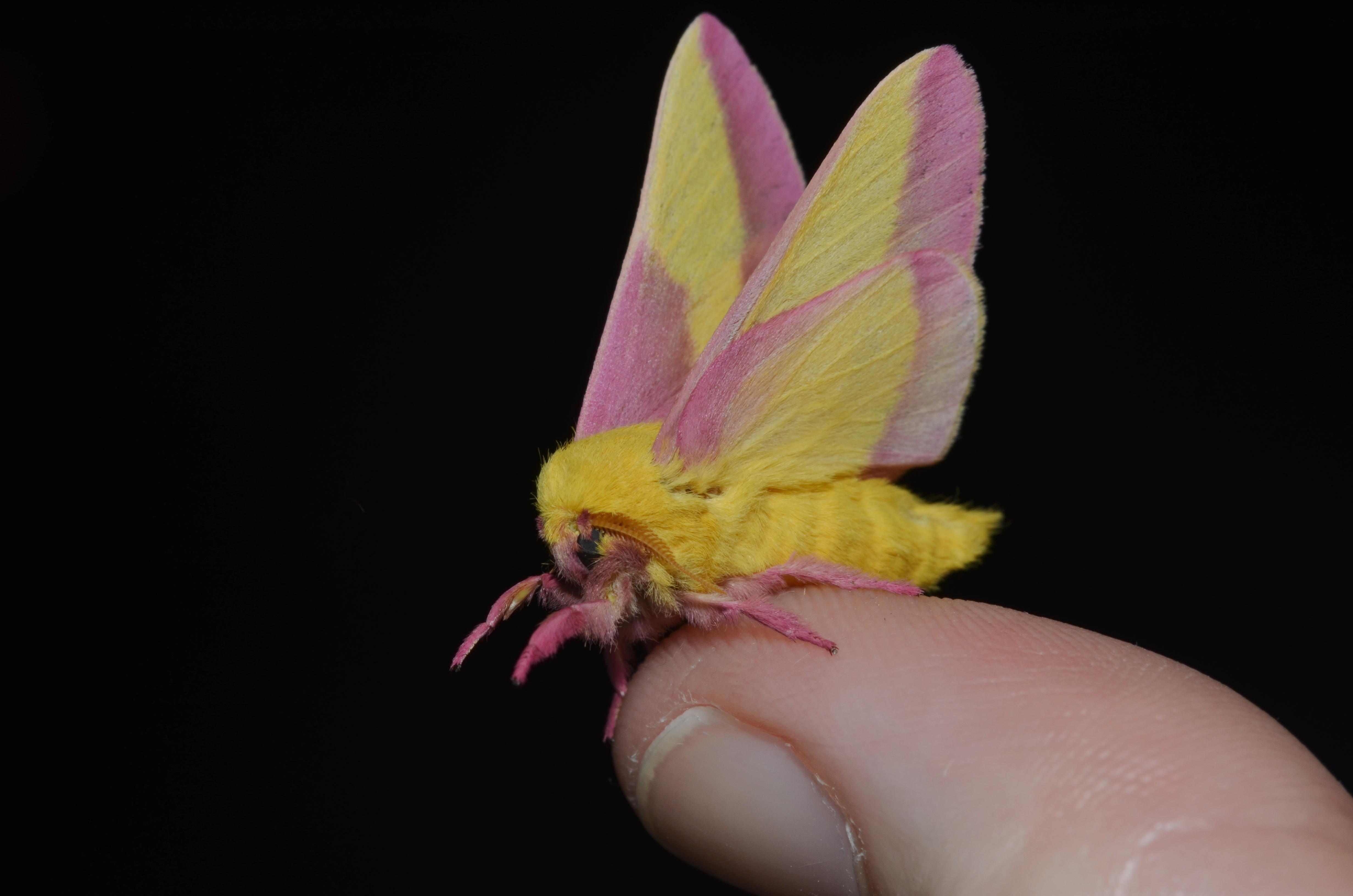
La dryocampa rubicunda è la falena più piccola dei Saturnidi

La dryocampa rubicunda è la falena più piccola della famiglia Saturnidi: i maschi hanno una apertura alare compresa tra i 3,2 e i 4,4 centimetri, le femmine tra i 3,8 e i 5. La specie può essere facilmente identificata grazie alla sua caratteristica colorazione rosa e gialla, ma la colorazione esatta può variare notevolmente. Il corpo lanuginoso può essere giallo, crema o bianco, mentre la parte ventrale, le zampe e le antenne sono generalmente rosa. Le ali anteriori variano dal giallo al bianco, con una presenza di rosa che può essere predominante o quasi assente. Le falene presentano dimorfismo sessuale: le femmine hanno antenne semplici, mentre i maschi bipettinate (a forma di un doppio pettine su entrambi i lati), per rilevare i feromoni delle femmine durante l'accoppiamento; i maschi hanno inoltre ali più strette e meno arrotondate.

## Biologia

### Comportamento
I bruchi vivono e si nutrono in gruppi fino al quarto stadio vitale, dopodiché diventano solitari. Anche le falene adulte sono per lo più solitarie, eccetto nel periodo dell'accoppiamento. Sono generalmente animali notturni e volano principalmente nelle prime ore della notte.

### Alimentazione
Le Dryocampa rubicunda depongono solitamente le uova sugli aceri, o talvolta sulle querce vicine. Poiché le larve rimangono sullo stesso albero su cui si sono schiuse, la maggior parte si nutre della parte inferiore delle foglie di acero o delle foglie di quercia. Nei primi stadi vitali le larve si nutrono insieme in gruppi, ma a partire dal terzo o quarto stadio i bruchi iniziano a nutrirsi individualmente. Le larve mangiano l'intera lama fogliare e sono in grado di consumare un po' di foglie a testa. Grandi popolazioni di dryocampa rubicunda sono in grado di defogliare gli alberi, ma il danno è comunque limitato e permette alle foglie di ricrescere. Gli adulti non mangiano.

### Riproduzione
Le falene diventano sessualmente mature tra i 2 e i 9 mesi di vita. L'accoppiamento avviene durante la notte, quando le femmine rilasciano feromoni per attirare i maschi. La fecondazione avviene internamente e le femmine depongono le uova 24 ore dopo l'accoppiamento. Le falene sono poligame: durante la stagione riproduttiva, nelle regioni più calde vengono deposte più covate e le femmine trovano di volta in volta un nuovo maschio con cui accoppiarsi.
La femmina depone da 150 a 200 uova un giorno dopo la fecondazione, in gruppi da 10 a 40. Dopo averle depositate, sul lato inferiore delle foglie degli aceri e occasionalmente delle querce, la femmina vola via. In genere le femmine si riproducono una sola volta, ma nelle regioni meridionali possono deporre uova fino a tre volte. La deposizione avviene in genere nei mesi più caldi, con un picco a luglio, anche se i tempi precisi dipendono dalla regione: in quelle settentrionali avviene tra maggio e agosto, più a sud tra aprile e settembre, in Florida vengono deposte tre covate tra marzo e ottobre.

### Predazione
I predatori di Dryocampa rubicunda adulti e delle larve sono principalmente uccelli, tra cui ghiandaia azzurra, poecile atricapillus e baeolophus bicolor. La brillante colorazione delle ali potrebbe essere un meccanismo di difesa per indurre i predatori a pensare che siano velenosi e non commestibili.

### Termoregolazione
Gli adulti sono attivi nei mesi più caldi dell'anno. In uno studio che ha messo a confronto D. rubicunda con Actias luna si è riscontrato che la prevalenza della dryocampa rubicunda varia con i cambiamenti di temperatura, con preferenza per il clima caldo, forse a causa dell'origine tropicale della sottofamiglia Ceratocampinae. Le ridotte dimensioni, che limitano un controllo efficace della temperatura corporea, potrebbero influire sulla loro preferenza per temperature più alte.

## Distribuzione e habitat
La Dryocampa rubicunda è diffusa negli Stati Uniti orientali e nelle regioni adiacenti del Canada. Il loro areale più settentrionale comprende le regioni meridionali del Canada, tra cui Ontario, Quebec, Nuovo Brunswick, Nuova Scozia e Isola del Principe Edoardo. A sud sono presenti lungo la costa atlantica del Nord America fino alla Contea di Miami-Dade, a ovest dal Texas orientale al Minnesota.

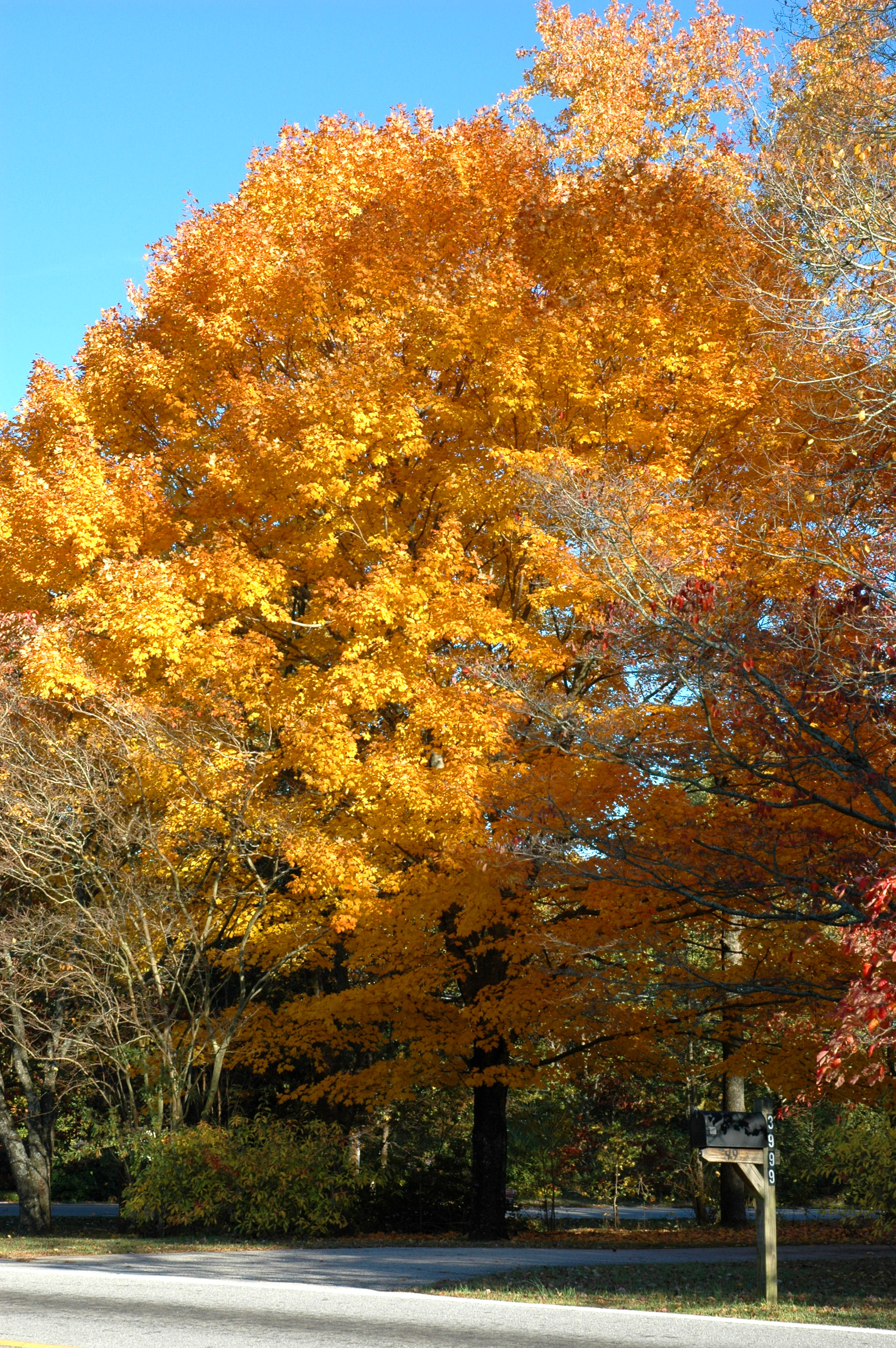
Acero da zucchero, o acero del Canada

È presente nelle foreste temperate caducifoglie e nelle aree suburbane vicine e nei paesaggi urbani. Il nome comune inglese (rosy maple moth, ovvero "falena rosea dell'acero") deriva dal fatto che si possono rinvenire principalmente sugli aceri, tra cui gli aceri rossi (Acer rubrum), gli aceri da zucchero (Acer saccharum), gli aceri argentei (Acer saccharinum), e gli aceri americani (Acer negundo). Possono essere presenti anche sulle querce, in particolare sulle Quercus laevis, soprattutto quando sono intramezzate tra gli aceri.
Le larve si schiudono e vivono sullo stesso albero durante l'intero sviluppo, poi pupano nel terreno sottostante. Le larve mangiano principalmente la parte inferiore delle foglie, rimanendo quindi generalmente nei pressi del loro albero natale. Gli adulti non mangiano, quindi possono risiedere all'interno di un vasto raggio.

## Tassonomia
La specie fu descritta per la prima volta da Fabricius nel 1793. Nel 1864 fu classificata da Augustus Radcliffe Grote nel genere Anisota a causa di diverse caratteristiche in comune, ma quest'ultimo riconobbe correttamente nel 1874 che la specie appartenesse al genere Dryocampa. Per molti anni la specie continuò tuttavia a essere inserita nel genere Anisota in importanti opere, probabilmente per le caratteristiche comuni. Nel frattempo, il genere Dryocampa venne classificato come un sottogenere dell'Anisota, corretto poi da Ferguson nel 1971. Da allora, Dryocampa ha riguadagnato il rango di genere.
La specie presenta alcune variazioni nella sfumatura dei colori, motivo per cui si è ipotizzato che possa essere suddivisa in diversi taxa fratelli strettamente correlati. Oltre alla sottospecie designata, nel 1971 Ferguson distinse almeno un'ulteriore sottospecie e un possibile terzo taxon strettamente correlato. Tuttavia, confrontando la presenza e i tempi di volo di queste falene di colore diverso, Tuskes e Collins conclusero che sono variazioni di colore della stessa specie e non distinguono alcuna sottospecie.